# Ramada
Ramada é uma vila portuguesa do Município de Odivelas que foi sede da extinta Freguesia de Ramada, freguesia que tinha 3,86 km² de área e 19 657 habitantes (2011), e, por isso, uma densidade populacional de 5 092,5 h/km². A Freguesia de Ramada foi uma das sete freguesias com que foi constituído o Município de Odivelas.
A Freguesia de Ramada foi extinta (agregada) pela reorganização administrativa de 2012/2013, tendo sido agregada à Freguesia de Caneças para formar a nova Freguesia de Ramada e Caneças.
A povoação de Ramada foi elevada à categoria de vila em 19 de Abril de 2001.

## Geografia
A Freguesia de Ramada fazia fronteira com as freguesias de Caneças, Famões, Odivelas (no Município de Odivelas), e ainda com as freguesias de Santo António dos Cavaleiros e  Loures, no Município do mesmo nome.

## Toponímia
O nome Ramada surgiu a partir das armadilhas que os pescadores punham no rio. Punham paus cobertos de folhas e quando um peixe era apanhado diziam que ali tinha sido feita uma ramada.[carece de fontes?]

## Escolas
- EB2/3 Vasco Santana: É constituída por 2 blocos, um com várias salas de aulas e outro de educação física, sendo este último mais pequeno.
- Secundária da Ramada: É constituído por oito blocos, sete blocos com salas de aulas, um bloco onde se situa a administração e outro de educação física. A escola tem também um campo sintético.
- 5 Escolas primárias: EB 1 da Serra da Amoreira, EB 1 Maria Costa (Ponte da Bica), EB 1 João Villarett, EB 1 Eça de Queiroz (Bº de São Jorge) e a EB 1 Casal dos Apréstimos

## População
| População da freguesia de Ramada | População da freguesia de Ramada | População da freguesia de Ramada | População da freguesia de Ramada | População da freguesia de Ramada | População da freguesia de Ramada | População da freguesia de Ramada | População da freguesia de Ramada | População da freguesia de Ramada | População da freguesia de Ramada | População da freguesia de Ramada | População da freguesia de Ramada | População da freguesia de Ramada | População da freguesia de Ramada | População da freguesia de Ramada |
| -------------------------------- | -------------------------------- | -------------------------------- | -------------------------------- | -------------------------------- | -------------------------------- | -------------------------------- | -------------------------------- | -------------------------------- | -------------------------------- | -------------------------------- | -------------------------------- | -------------------------------- | -------------------------------- | -------------------------------- |
| 1864                             | 1878                             | 1890                             | 1900                             | 1911                             | 1920                             | 1930                             | 1940                             | 1950                             | 1960                             | 1970                             | 1981                             | 1991                             | 2001                             | 2011                             |
|                                  |                                  |                                  |                                  |                                  |                                  |                                  |                                  |                                  |                                  |                                  |                                  | 11 667                           | 15 770                           | 19 657                           |

Criada pela Lei nº 67/89  , de 25 de Agosto, com lugares desanexados das freguesia de Loures e Odivelas. Fez parte do concelho de Loures até 14 de Dezembro de 1998

## Orago
Tem por orago Nossa Senhora Rainha dos Apóstolos. Possui a Igreja de Nossa Senhora Rainha dos Apóstolos.

## Imobiliário
No que concerne ao stock imobiliário, também de acordo com fontes oficiais, a freguesia de Ramada encerra 13.54% dos fogos existentes no concelho, com uma estrutura etária na qual, os edifícios construídos antes de 1946 representam 1.90% do edificado e os posteriores a 1991, cerca de 31.31%.

## História
Foi elevada a vila em 19 de Abril de 2001.